# Борове (Вельський район)
Борове (рос. Боровое) — селище в Вельському районі Архангельської області Російської Федерації.
Населення становить 88 осіб. Входить до складу муніципального утворення Благовєщенське муніципальне утворення.

## Історія
Від 1937 року належить до Архангельської області.
Від 2004 року належить до муніципального утворення Благовєщенське муніципальне утворення.

## Населення
| 2002 | 2010 | 2012 | 2014 |
| ---- | ---- | ---- | ---- |
| 112  | ↘60  | ↗61  | ↗88  |